# Witold Zawadzki
Witold Zawadzki (ur. 20 kwietnia 1939, zm. 19 grudnia 2020) – polski zawodnik i trener koszykarski.
Jako zawodnik był wychowankiem MKS Pruszków. Później występował między innymi w AZS AWF Warszawa. Jako trener w latach 1972–1983 prowadził koszykarską drużynę Polonii Warszawa, z którą w 1976 wywalczył wicemistrzostwo Polski. Jako trener pracował także w Gwardii Warszawa i AZS AWF Warszawa.